# Сабіне Бау
Сабіне Бау (нім. Sabine Bau, нар. 19 липня 1969, Вюрцбург, Німеччина) — німецька фехтувальнця на рапірах, олімпійська чемпіонка (1988 рік), дворазова срібна (1988 та 1992 рік) та дворазова бронзова (1996 та 2000 рік) призерка Олімпійських ігор, чотириразова чемпіонка світу.

## Виступи на Олімпіадах
| Олімпіада      | Дисципліна           | Місце |
| -------------- | -------------------- | ----- |
| Сеул 1988      | індивідуальна рапіра | 2     |
| Сеул 1988      | командна рапіра      | 1     |
| Барселона 1992 | індивідуальна рапіра | 7     |
| Барселона 1992 | командна рапіра      | 2     |
| Атланта 1996   | індивідуальна рапіра | 12    |
| Атланта 1996   | командна рапіра      | 3     |
| Сідней 2000    | індивідуальна рапіра | 9     |
| Сідней 2000    | командна рапіра      | 3     |